# Korps Scheele
Het Korps Scheele (Duits: Generalkommando Scheele) was een Duits legerkorps van de Wehrmacht tijdens de Tweede Wereldoorlog, genoemd naar zijn commandant, Generalleutnant Hans-Karl von Scheele. Het korps bestond kort in de centrale sector van het Oostfront in februari en maart 1943. 

## Krijgsgeschiedenis

### Oprichting en inzet
Het Korps Scheele werd opgericht op 8 februari 1943 bij/door het 2e Pantserleger ten noordoosten van Orjol tijdens het Sovjet Winteroffensief 1942/43. Het korps werd ook wel Korpsgruppe von Scheele genoemd. Het korps werd gevormd uit delen van de staf van de Brigade-Stabes z.b.V. 4, en delen van de 208e en 211e Infanteriedivisies.
Op 10 februari nam het korps de frontsector ten noorden van Zjizdra over van het 47e Pantserkorps (dat naar het front ten zuidwesten van Orjol gestuurd werd). Op 13 februari beschikte het korps hier over de 208e, 211e en 339e Infanteriedivisies. Nauwelijks was het korps in zijn frontsector, als op 22 februari 1943 het 16e Sovjetleger van het Westelijk Front tot de aanval overging als deel van het Sovjet-winteroffensief. Ondanks zware verliezen (aan beide zijden) slaagde het 16e Leger er niet in veel verder dan 7 km door te dringen. Met hulp van de 5e Pantserdivisie kon het korps de Sovjets tot 27 februari tot staan brengen. Van 4 tot 10 maart 1943 probeerde het aangevulde 16e Leger het nogmaals, met opnieuw minimale voortgang (4-5 km) en zware verliezen. Het korps had sinds 5 maart ook versterking van de 9e Pantserdivisie. Op 19 maart lanceerde het korps een tegenaanval en dreef de Sovjets terug tot hun uitgangsposities van 4 maart. 
Het Korps Scheele werd op 28 maart 1943 ten noorden van Zjizdra opgeheven. De frontlijn werd overgenomen door het 55e Legerkorps. 

## Bovenliggende bevelslagen
| Leger          | Legergroep         | Plaats/regio | Begin           | Eind          |
| -------------- | ------------------ | ------------ | --------------- | ------------- |
| 2. Panzerarmee | Heeresgruppe Mitte | Zjizdra      | 8 februari 1943 | 28 maart 1943 |

## Commandant
| Rang                                              | Naam                  | Begin           | Eind          |
| ------------------------------------------------- | --------------------- | --------------- | ------------- |
| Generalmajor Generalleutnant (vanaf 1 maart 1943) | Hans-Karl von Scheele | 8 februari 1943 | 28 maart 1943 |